# Arakil
Arakil è un comune spagnolo di 880 abitanti situato nella comunità autonoma della Navarra.

Nel 1996 il territorio comunale venne suddiviso e parte di esso divenne del nuovo comune di Irurtzun.